# Ram Gopal Varma
Penmetsa Ram Gopal Varma, anche conosciuto con la sigla RGV (in telugu రామ్ గోపాల్ వర్మ, Rām Gōpāl Varma; Hyderabad, 7 aprile 1962), è un regista, sceneggiatore e produttore cinematografico indiano.

## Biografia
Varma ha diretto, scritto e prodotto film di ogni genere: thriller psicologici, film sulla mafia, road movie, pellicole di fanta-politica e musical in diverse lingue.
Ha ottenuro popolarità a Bollywood con il film hindī Shiva, presentato in anteprima all'International Film Festival of India a Kolkata e Rangeela (1995). Il film successivo da lui diretto è stato Satya (1998), che ha vinto sei Filmfare Awards, includo il premio della critica per il miglior film, ed è stato presentato all'International Film Festival of India del 1998. Satya, insieme al suo film del 2002 Company (che ha vinto ben sette Filmfare Awards) ed a quello del 2005 D (di cui è anche produttore), forma la "trilogia dei gangster indiani".
Fra gli altri film di successo diretti da Varma si possono citare Kshana Kshanam (1991), Gaayam (1993), Anaganaga Oka Roju (1997), Kaun (1999), Jungle (2000), Bhoot (2003), Sarkar (2005), Sarkar Raj (2008), Rakta Charitra (2010) Katha Screenplay Darshakatvam Appalaraju (2011) e Dongala Mutta (2011). Uno dei suoi più recenti successi è Department con Amitabh Bachchan e Rana Daggubati.

## Filmografia parziale
- Guns and Thighs (1 episodio) cortometraggio
- Shiva (1989)
- Shiva (1990)
- Kshana Kshanam (1991)
- Raat (1992)
- Antham / Drohi (1992)
- Govindha Govindha (1993)
- Gaayam (1993)
- Rangeela (1995)
- Deyyam (1996)
- Daud: Fun on the Run (1997)
- Anaganaga Oka Roju (1997)
- Satya (1998)
- Kaun? (1999)
- Mast (1999)
- Prema Katha (1999)
- Jungle (2000)
- Company (2002)
- Bhoot (2003)
- Madhayanam Hathya (2004)
- Naach (2004)
- Sarkar (2005)
- Darna Zaroori Hai (2006)
- Shiva (2006)
- Nishabd (2007)
- Ram Gopal Varma Ki Aag (2007)
- Darling (2007)
- Sarkar Raj (2008)
- Contract (2008)
- Phoonk (2008)
- Agyaat (2009)
- Rann (2010)
- Rakhta Charitra (2010)
- Rakhta Charitra 2 (2010)
- Katha Screenplay Darsakatvam: Appalaraju (2011)
- Dongala Mutha (2011)
- Not a Love Story (2011)
- Department (2012)
- Bhoot Returns (2012)
- The Attacks of 26/11 (2013)
- Satya 2 (2013)
- Rowdy (2014)
- Ice Cream (2014)
- Anukshanam (2014)
- A Day in the Life of Lakshmi Manchu's Feet (2014)
- Ice Cream 2 (2014)
- 365 Days (2015)
- Killing Veerappan (2016)
- Attack (2016)
- Veerappan (2016)
- Vangaveeti (2016)
- Sarkar 3 (2017)
- Meri Beti Sunny Leone Banna Chaahti Hai (2017)
- Patta Pagalu